# Locked Down (film)
Locked Down è un film del 2021 diretto da Doug Liman.

## Trama
Paxton e Linda sono una coppia sposata scontenta che vive a Londra durante il lockdown causato dalla pandemia di COVID-19. Paxton è in grado di ottenere solo un lavoro come autista di camion per le consegne a causa di un arresto per aggressione 10 anni prima ed è sconvolto da come è andata a finire la sua vita.

## Produzione
Il progetto, annunciato nel settembre 2020, era inizialmente intitolato Lockdown.
Il soggetto del film è stato ideato da P.J. van Sandwijk e Michael Lesslie durante la pandemia di COVID-19, e dopo soli novanta giorni sono iniziate le riprese seguendo le rigide norme di sicurezza anti-contagio.

### Cast
Il cast annunciato all'inizio era composto da Anne Hathaway, Chiwetel Ejiofor, Ben Stiller, Lily James, Stephen Merchant, Dulé Hill, Jazmyn Simon e Mark Gatiss, e successivamente si sono uniti Mindy Kaling, Ben Kingsley e Lucy Boynton, con quest'ultima a sostituire Lily James.

### Riprese
Le riprese del film si sono svolte a Londra e sono iniziate nell'ottobre 2020.

## Promozione
Il primo trailer del film è stato diffuso il 5 gennaio 2021.

## Distribuzione
Negli Stati Uniti il film è stato distribuito su HBO Max a partire dal 14 gennaio 2021, mentre in Italia arriva in streaming dal 16 aprile 2021.